# Art School Confidential
Art School Confidential (bra: Uma Escola de Arte Muito Louca) é um filme de comédia dramática dirigido por Terry Zwigoff, livremente baseado na história em quadrinhos de mesmo nome por Daniel Clowes. O elenco inclui Max Minghella, Sophia Myles, John Malkovich, Jim Broadbent e Anjelica Huston.

## Sinopse
A partir das tentativas de infância na ilustração, Jerome jovem (Max Minghella) persegue sua verdadeira obsessão à escola de arte, mas como ele aprende como o mundo da arte realmente funciona, ele acha que deve adaptar sua visão à realidade que a enfrenta.